# Velký kopec
Velký kopec este o arie protejată (sit de importanță comunitară — SCI) din Republica Cehă întinsă pe o suprafață de 23,01 ha, integral pe uscat.

## Localizare
Centrul sitului Velký kopec este situat la coordonatele 49°04′11″N 16°11′38″E / 49.069722°N 16.193889°E.

## Înființare
Situl Velký kopec a fost declarat sit de importanță comunitară în mai 2016 pentru a proteja 1 specie de plante.

## Biodiversitate
Situată în ecoregiunea continentală, aria protejată nu include niciun habitat protejat.
La baza desemnării sitului se află o specie protejată de  plante: sisinei (Pulsatilla grandis).